# امیلی هاوی
امیلی هاوی (انگلیسی: Emilie Haavi؛ زادهٔ ۱۶ ژوئن ۱۹۹۲) بازیکن فوتبال اهل نروژ است که در حال حاضر برای باشگاه فوتبال زنان آ.اس. رم بازی می‌کند. این باشگاه هم‌اکنون در سری آ زنان، بالاترین سطح لیگ فوتبال در کشور ایتالیا فعالیت دارد.
از باشگاه‌هایی که در آن بازی کرده است می‌توان به باشگاه فوتبال زنان آ.اس. رم، استابک، بوستون بریکرز و روآ اشاره کرد.
وی همچنین بیشتر از صد بار در تیم ملی فوتبال زنان نروژ بازی کرده است.

## دوران باشگاهی
امیلی هاوی فوتبال خود در رده‌های پایه را از باشگاه فوتبال زنان استابک آغاز کرد و برای بازی در رده بزرگسالان از این باشگاه جدا شد.
او در لیگ برتر فوتبال زنان نروژ، بالاترین سطح لیگ فوتبال زنان در این کشور، برای باشگاه فوتبال زنان روآ از سال ۲۰۰۸ تا سال ۲۰۱۲ و برای باشگاه فوتبال ال‌اس‌کی وینر از سال ۲۰۱۳ تا سال ۲۰۱۶ (در مقطع اول عضویت در وینر) بازی کرده است.
در ۳۱ اکتبر ۲۰۱۶، او با باشگاه فوتبال بوستون بریکرز از لیگ ملی فوتبال زنان ایالات متحده آمریکا قرارداد امضا کرد. در اوت ۲۰۱۷، بوستون بریکرز به توافقی متقابل با امیلی هاوی دست یافت و او را به دلیل دلتنگی برای خانه آزاد کرد تا به زادگاهش، نروژ بازگردد. در ۱۵ اوت اعلام شد که هاوی به باشگاه قبلی‌اش باشگاه فوتبال اس‌اس‌کی وینر بازمی‌گردد.
در ۱۵ دسامبر ۲۰۲۱، امیلی هاوی به باشگاه فوتبال زنان آ.اس. رم از سری آ فوتبال زنان پیوست. در فصل بعد، او اولین «اسکودتو» ایتالیایی خود (قهرمانی در سری آ) را کسب کرد و به عنوان بهترین بازیکن فصل انتخاب شد، و در ادامه نیز او در فصل ۲۰۲۳–۲۴ باز هم اسکودتو را به دست آورد.

## دوران ملی
او در سال ۲۰۱۰ برای تیم ملی فوتبال زنان نروژ برای اولین بار بازی کرد و در جام جهانی فوتبال زنان ۲۰۱۱ در کشور آلمان بازی کرد و در مرحله گروهی در تاریخ ۲۹ ژوئن یک گل به تیم ملی فوتبال زنان گینه استوایی زد. او همچنین در مرحله مقدماتی قهرمانی زنان زیر ۱۹ سال اروپا برای تیم ملی فوتبال زنان زیر ۱۹ سال نروژ بازی کرد، اما به دلیل تعهداتش به تیم بزرگسالان برای مرحله نهایی این تورنمنت، به تیم ملی زیر ۱۹ سال دعوت نشد.
سرمربی وقت باتجربه نروژی تیم ملی فوتبال زنان نروژ، اون پلرود، امیلی هاوی را در ترکیب نروژ برای مسابقات جام ملت‌های اروپای زنان ۲۰۱۳، که در سوئد برگزار می‌شد، انتخاب کرد. در بازی فینال جام ملت‌های اروپای زنان ۲۰۱۳ در ورزشگاه فرندز آرنا، او به عنوان بازیکن ذخیره استفاده نشد و نروژ با نتیجه ۱–۰ به تیم ملی فوتبال زنان آلمان باخت. او همچنین برای جام جهانی فوتبال زنان ۲۰۱۵ که به میزبانی کشور کانادا برگزار می‌شد، جهت عضویت در تیم ملی فوتبال زنان نروژ انتخاب شد.
در ۱۹ ژوئن ۲۰۲۳، او در ترکیب ۲۳ نفره تیم ملی فوتبال زنان نروژ برای بازی در جام جهانی فوتبال زنان ۲۰۲۳ قرار گرفت.